# Regra do Jogador Designado

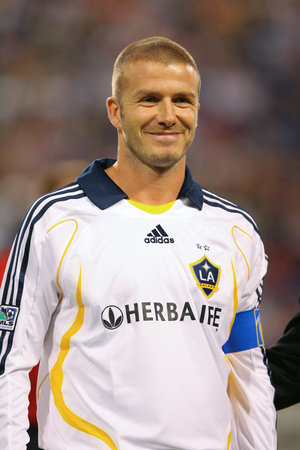
David Beckham

A Regra do Jogador Designado (em inglês:  Designated Player Rule), conhecida popularmente como a Regra do Beckham, por ter sido implementada após a transferência de David Beckham para o Los Angeles Galaxy, é uma regra que permite as equipes da Major League Soccer contratarem jogadores que possuem um salário acima do teto permitido pela liga. Ela foi criada em 2006 e é uma regra de exceção, que permite os times contratarem jogadores de renome. Em dezembro de 2019, havia 209 jogadores designados na história da liga.
David Beckham foi o primeiro jogador designado da Major League Soccer, com um salário anual de US$ 6,5 milhões. Ele fez sua estreia oficial pelo Los Angeles Galaxy em 21 de julho de 2007.

## Principais jogadores designados
| Jogador                | País            | Time                          | Anos            |
| ---------------------- | --------------- | ----------------------------- | --------------- |
| David Beckham          | Inglaterra      | Los Angeles Galaxy            | 2007–2012       |
| Cuauhtémoc Blanco      | México          | Chicago Fire                  | 2007–2009       |
| Denílson               | Brasil          | FC Dallas                     | 2007            |
| Landon Donovan         | Estados Unidos  | Los Angeles Galaxy            | 2010–2014       |
| David Villa            | Espanha         | New York City FC              | 2014–2018       |
| Kaká                   | Brasil          | Orlando City                  | 2014–2017       |
| Frank Lampard          | Inglaterra      | New York City FC              | 2014–2016       |
| Gilberto               | Brasil          | Toronto FC                    | 2014            |
| Andrea Pirlo           | Itália          | New York City FC              | 2015–2017       |
| Steven Gerrard         | Inglaterra      | Los Angeles Galaxy            | 2015–2016       |
| Didier Drogba          | Costa do Marfim | CF Montréal                   | 2015–2016       |
| Gilberto               | Brasil          | Chicago Fire                  | 2015–2016       |
| Sebastian Giovinco     | Itália          | Toronto FC                    | 2015–2018       |
| Bastian Schweinsteiger | Alemanha        | Chicago Fire                  | 2017–2019       |
| Tim Howard             | Estados Unidos  | Colorado Rapids               | 2016–2019       |
| Nicolás Lodeiro        | Uruguai         | Seattle Sounders/Orlando City | 2016–2023/2024– |
| Wayne Rooney           | Inglaterra      | D.C. United                   | 2018–2020       |
| Zlatan Ibrahimović     | Suécia          | Los Angeles Galaxy            | 2018–2019       |
| Diego Rossi            | Uruguai         | Los Angeles FC                | 2018–2022       |
| Nani                   | Portugal        | Orlando City                  | 2019–2021       |
| Carlos Vela            | México          | Los Angeles FC                | 2018–           |
| Javier Hernández       | México          | Los Angeles Galaxy            | 2020–2023       |
| Xherdan Shaqiri        | Suíça           | Chicago Fire                  | 2022–           |
| Douglas Costa          | Brasil          | Los Angeles Galaxy            | 2022–2023       |
| Lorenzo Insigne        | Itália          | Toronto FC                    | 2022–           |
| Federico Bernardeschi  | Itália          | Toronto FC                    | 2022–           |
| Lionel Messi           | Argentina       | Inter Miami                   | 2023–           |
| Sergio Busquets        | Espanha         | Inter Miami                   | 2023–           |

## Jogadores designados atuais
| Ano em que tornou-se jogador designado | Jogador               | Nacionalidade  | Clube atual            | Compensação garantida em 2024 (em dólares) |
| -------------------------------------- | --------------------- | -------------- | ---------------------- | ------------------------------------------ |
| 2016                                   | Nicolás Lodeiro       | Uruguai        | Orlando City           | $800,000.00                                |
| 2017                                   | Albert Rusnák         | Eslovénia      | Seattle Sounders       | $2,221,667.00                              |
| 2018                                   | Raúl Ruidíaz          | Peru           | Seattle Sounders       | $2,729,120.00                              |
| 2019                                   | Johnny Russell        | Escócia        | Sporting Kansas City   | $1,000,000.00                              |
| 2019                                   | Carles Gil            | Espanha        | New England Revolution | $4,452,083.00                              |
| 2020                                   | Hany Mukhtar          | Alemanha       | Nashville SC           | $5,211,667.00                              |
| 2020                                   | Darlington Nagbe      | Estados Unidos | Columbus Crew          | $1,540,000.00                              |
| 2020                                   | Alan Pulido           | México         | Sporting Kansas City   | $3,600,000.00                              |
| 2020                                   | Cristian Espinoza     | Argentina      | San José Earthquakes   | $2,002,000.00                              |
| 2020                                   | Victor Wanyama        | Quénia         | CF Montréal            | $1,800,000.00                              |
| 2020                                   | Emanuel Reynoso       | Argentina      | Minnesota United       | $2,251,200.00                              |
| 2021                                   | Luciano Acosta        | Argentina      | FC Cincinnati          | $4,216,413.00                              |
| 2021                                   | Kévin Cabral          | França         | Colorado Rapids        | $1,950,000.00                              |
| 2021                                   | Talles Magno          | Brasil         | New York City          | $1,198,000.00                              |
| 2021                                   | Sebastián Driussi     | Argentina      | Austin FC              | $6,722,500.00                              |
| 2021                                   | Ryan Gauld            | Escócia        | Vancouver Whitecaps FC | $2,985,000.00                              |
| 2022                                   | Alexander Ring        | Finlândia      | Austin FC              | $1,665,000.00                              |
| 2022                                   | Julián Carranza       | Argentina      | Philadelphia Union     | $1,000,000.00                              |
| 2022                                   | Sebastián Ferreira    | Paraguai       | Houston Dynamo         | $2,290,200.00                              |
| 2022                                   | Jesús Ferreira        | Estados Unidos | FC Dallas              | $2,204,000.00                              |
| 2022                                   | Facundo Torres        | Uruguai        | Orlando City           | $1,812,400.00                              |
| 2022                                   | Mikael Uhre           | Dinamarca      | Philadelphia Union     | $2,040,000.00                              |
| 2022                                   | Alan Velasco          | Argentina      | FC Dallas              | $1,451,000.00                              |
| 2022                                   | Thiago Martins        | Brasil         | New York City          | $2,462,000.00                              |
| 2022                                   | Thiago Almada         | Argentina      | Atlanta United         | $2,232,000.00                              |
| 2022                                   | Xherdan Shaqiri       | Suíça          | Chicago Fire           | $8,153,000.00                              |
| 2022                                   | Obinna Nwobodo        | Nigéria        | FC Cincinnati          | $1,444,400.00                              |
| 2022                                   | Andrés Cubas          | Paraguai       | Vancouver Whitecaps FC | $1,146,375.00                              |
| 2022                                   | Walker Zimmerman      | Estados Unidos | Nashville SC           | $3,456,979.00                              |
| 2022                                   | Héctor Herrera        | México         | Houston Dynamo         | $5,246,875.00                              |
| 2022                                   | Cucho Hernández       | Colômbia       | Columbus Crew          | $2,886,000.00                              |
| 2022                                   | Lorenzo Insigne       | Itália         | Toronto FC             | $15,400,000.00                             |
| 2022                                   | Giacomo Vrioni        | Albânia        | New England Revolution | $1,947,500.00                              |
| 2022                                   | Federico Bernardeschi | Itália         | Toronto FC             | $6,295,381.00                              |
| 2022                                   | Emiliano Rigoni       | Argentina      | Austin FC              | $2,047,996.00                              |
| 2022                                   | Christian Benteke     | Bélgica        | D.C. United            | $4,432,778.00                              |
| 2022                                   | Denis Bouanga         | Gabão          | Los Angeles FC         | $3,609,500.00                              |
| 2023                                   | João Klauss           | Brasil         | St. Louis City SC      | $1,370,284.00                              |
| 2023                                   | Eduard Löwen          | Alemanha       | St. Louis City SC      | $1,344,250.00                              |
| 2023                                   | Evander               | Brasil         | Portland Timbers       | $2,355,000.00                              |
| 2023                                   | Dániel Gazdag         | Hungria        | Philadelphia Union     | $1,757,500.00                              |
| 2023                                   | Martín Ojeda          | Argentina      | Orlando City           | $972,600.00                                |
| 2023                                   | Mateusz Klich         | Polónia        | D.C. United            | $2,093,588.00                              |
| 2023                                   | Leonardo Campana      | Equador        | Inter Miami            | $722,333.00                                |
| 2023                                   | Carlos Gruezo         | Equador        | San José Earthquakes   | $1,681,086.00                              |
| 2023                                   | Dante Vanzeir         | Bélgica        | New York Red Bulls     | $1,489,767.00                              |
| 2023                                   | Giorgos Giakoumakis   | Grécia         | Atlanta United         | $2,248,417.00                              |
| 2023                                   | Riqui Puig            | Espanha        | Los Angeles Galaxy     | $2,449,996.00                              |
| 2023                                   | Santiago Rodríguez    | Uruguai        | New York City          | $1,331,333.00                              |
| 2023                                   | Jonathan Osorio       | Canadá         | Toronto FC             | $836,369.00                                |
| 2023                                   | Cristian Arango       | Colômbia       | Real Salt Lake         | $2,088,746.00                              |
| 2023                                   | Aaron Boupendza       | Gabão          | FC Cincinnati          | $1,759,600.00                              |
| 2023                                   | Teemu Pukki           | Finlândia      | Minnesota United       | $3,550,000.00                              |
| 2023                                   | Rafael Navarro        | Brasil         | Colorado Rapids        | $1,452,708.00                              |
| 2023                                   | Lionel Messi          | Argentina      | Inter Miami            | $20,446,667.00                             |
| 2023                                   | Sergio Busquets       | Espanha        | Inter Miami            | $8,774,996.00                              |
| 2023                                   | Sam Surridge          | Inglaterra     | Nashville SC           | $2,907,639.00                              |
| 2023                                   | Saba Lobzhanidze      | Geórgia        | Atlanta United         | $998,750.00                                |
| 2023                                   | Diego Rossi           | Uruguai        | Columbus Crew          | $3,376,827.00                              |
| 2024                                   | Tomás Chancalay       | Argentina      | New England Revolution | $1,010,000.00                              |
| 2024                                   | Emil Forsberg         | Suécia         | New York Red Bulls     | $6,035,625.00                              |
| 2024                                   | Djordje Mihailovic    | Estados Unidos | Colorado Rapids        | $1,675,000.00                              |
| 2024                                   | Pedro de la Vega      | Argentina      | Seattle Sounders       | $1,164,000.00                              |
| 2024                                   | Gabriel Pec           | Brasil         | Los Angeles Galaxy     | $2,459,000.00                              |
| 2024                                   | Petar Musa            | Croácia        | FC Dallas              | $2,230,000.00                              |
| 2024                                   | Matti Peltola         | Finlândia      | D.C. United            | $757,818.00                                |
| 2024                                   | Hugo Cuypers          | Bélgica        | Chicago Fire           | $3,528,044.00                              |
| 2024                                   | Luis Muriel           | Colômbia       | Orlando City           | $4,336,150.00                              |
| 2024                                   | Joseph Paintsil       | Gana           | Los Angeles Galaxy     | $3,358,000.00                              |
| 2024                                   | Liel Abada            | Israel         | Charlotte FC           | $2,448,500.00                              |
| 2024                                   | Jonathan Rodríguez    | Uruguai        | Portland Timbers       | $2,627,500.00                              |
| 2024                                   | Hernán López          | Argentina      | San José Earthquakes   | $n/a                                       |
| 2024                                   | Olivier Giroud        | França         | Los Angeles FC         | $n/a                                       |